# Ernest Gross
Ernest Gross (Strasburgo, 22 dicembre 1902 – Strasburgo, 8 dicembre 1986) è stato un calciatore francese, di ruolo centrocampista.

## Carriera

### Nazionale
Ha collezionato 5 presenze con la propria Nazionale.